# Евангелическо-лютеранская церковь в Узбекистане

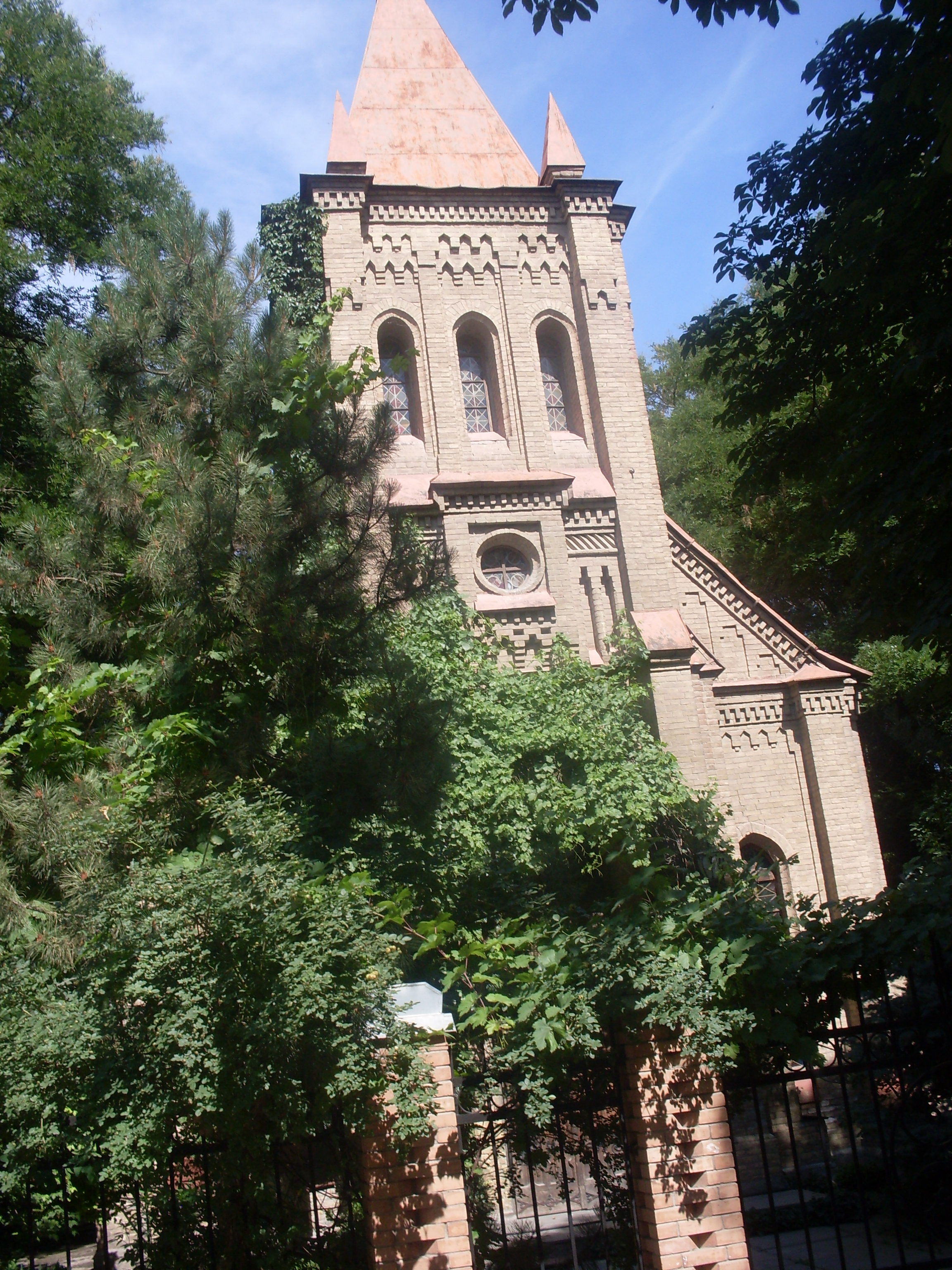
Ташкентская кирха

Евангелическо-Лютеранская Церковь Узбекистана — объединение лютеран Узбекистана. Образовано в 2000 году на основе узбекистанского пробства ЕЛКРАС. Первый епископ церкви — Корней Вибе (1955—2015). В настоящее время церковь состоит из 2 общин (в Ташкенте и Фергане). Основу прихожан составляют этнические немцы. Здание лютеранской церкви в Ташкенте было возведено ещё до революции в 1899 году. 